# Rita (album 1969)
Rita  è un album di Rita Pavone, pubblicato nel 1969.

## Descrizione
Nel 1967 la cantante aveva firmato un contratto discografico con la casa discografica Ricordi, in un periodo di offuscamento professionale dovuto al suo matrimonio con Teddy Reno e al divorzio dei suoi genitori, argomenti oggetto di un forte accanimento da parte della stampa scandalistica.
La cantante incise il suo terzo ed ultimo album con l'etichetta, che oltre agli inediti Un paio di stivali e Non faceva sera mai, conteneva molti dei brani pubblicati precedentemente su 45 giri: Per tutta la vita/Balla balla con noi, Quelli belli come noi/Dimmi ciao bambino, Notte nera/È solo un'impressione, più tre singoli pubblicati solo per il mercato estero: Bene, Bene, Bene!, Arrivederci Hans e Try it and see.

## Edizioni
L'album fu pubblicato in Italia con numero di catalogo SMRL 6067, e distribuito in LP nel 1970 anche in Canada dalla Bravo Records And Music Limited., con lo stesso numero di catalogo, e in Messico dall'etichetta Harmony con numero di catalogo HLS 8492, mantenendo in entrambi i casi lo stesso artwork. 
Dell'album non esiste una versione pubblicata in CD, download digitale e per le piattaforme streaming.

## Tracce
1. Balla balla con noi
2. È solo un'impressione
3. Non faceva sera mai
4. Nostalgia
5. Try it and see
6. Dimmi ciao bambino
7. Per tutta la vita
8. Quelli belli come noi
9. Voglio amarti così (Agustín Lara-Alberto Larici)
10. Arrivederci Hans
11. Un paio di stivali
12. Bene! Bene! Bene!

## Formazione
- Rita Pavone - voce
- Natale Massara - arrangiamento orchestra (tracce 1-3, 7-9, 11)
- Nick Ingman - arrangiamento orchestra (tracce 5-6)
- John Fiddy - arrangiamento orchestra (traccia 4)
- Henry Mayer - arrangiamento orchestra (traccia 10)
- Christian Bruhn - arrangiamento orchestra (traccia 12)